# 凡萊麗·柏帝內
凡萊麗·柏帝內(Valerie Bertinelli) （1960年4月23日—）是一位美國女演員，知名的作品有電視影集One Day at a Time(1975–1984)，以及Touched by an Angel(2001–2003)和Melanie Moretti以及魅力克利夫蘭(2010–至今)。

## 早期生活
凡萊麗出生於威爾明頓 (德拉瓦州) 有愛爾蘭和義大利的血統。父母為Nancy (née Carvin)和Luke Bertinelli。她有一個哥哥，馬克(Mark)，17個月大時就因為意外中毒過世。 她有一個哥哥兩個弟弟。分別在Claymont, Delaware和Clarkston, Michigan住過。他們之後全家搬到奧克拉荷馬市，之後再搬到洛杉磯，凡萊麗在洛杉磯就讀藝術學校學習演戲。之後就讀Granada Hills High School高中但是沒有畢業。到了2008年1月她再重回學校補回最後幾個學分取得文憑。她信仰天主教。

## 備註
1. 1 2  凡萊麗·柏帝內在互联网电影资料库（IMDb）上的資料（英文）
2. ↑  Bertinelli, Valerie. . Free Press. 2008.
3. ↑  . Lifetime TV.   [2010-07-04]. （原始内容存档于2005-10-23）.

## 外部連結
- 凡萊麗·柏帝內在互联网电影资料库（IMDb）上的資料（英文）
- 在AllMovie上凡萊麗·柏帝內的頁面（英文）